# Coro Supramonte
Il Coro Supramonte è uno dei gruppi di canto a tenore di Orgosolo, creato negli anni '60 da Giuliano Corrias, Giovanni Lovicu, Pasquale Marotto, Giuseppe Munari e Nazario Patteri.

## Formazione
- Giovanni Lovicu  - vohe
- Giuliano Corrias - mesu vohe
- Giuseppe Munari - bassu
- Nazario Patteri - hontra
- Pasquale Marotto - vohe

## Discografia
- 1974, Pascoli serrati da muri, Fonit Cetra LPP 244
- 1974, Coro del Supramonte di Orgosolo, Folk Studio, Roma
- 198?, Pratobello, Tirsu[1]